# آکادمی نظامی کره
آکادمی نظامی کره (کره‌ای: 화랑대) دانشگاه نظامی وابسته به ارتش جمهوری کره است، که در سال ۱۹۴۶ تأسیس شد.